# روسلند ۱۶۴۶
سیارک ۱۶۴۶ (به انگلیسی: 1646 Rosseland، نامگذاری:1939BG) هزار و ششصد و چهل و ششمین سیارک کشف شده‌است که در ۱۹ ژانویه ۱۹۳۹ کشف شد.
قدر مطلق سیارک برابر ۱۱٫۸۲ است.